# Bubastis

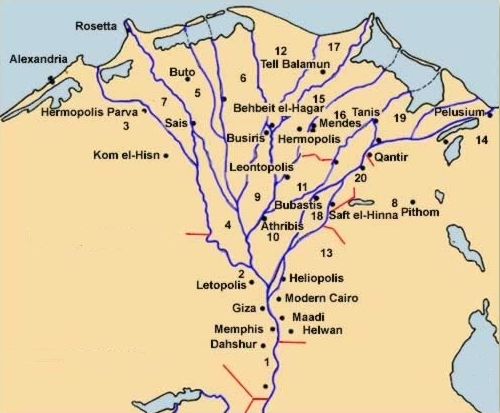
Kaartje met de plaatsen en nomen van Neder-Egypte

Bubastis of Boebastis is een oud-Egyptische stad, de stad is gelegen in de Nijldelta. Het ligt vlak bij de stad Zagazig.

## De naam
De stad werd door de oude Egyptenaren genoemd Per-Bastet (Huis van Bastet). De Grieken noemden de plek Bubastis. Tegenwoordig wordt de plek genoemd Tell Basta, afgeleid van de klassieke naam.

## Historie van de stad
De stad heeft een lange geschiedenis. De oudste gebouwen zijn die van een Ka-tempel van Pepi I en Teti uit het Oude Rijk. In het Nieuwe Rijk is er een paleis gebouwd door Amenhotep III, die er zijn Sed-festival vierde. In de 22e dynastie werd de plaats een koninklijke residentie onder Sjosjenq I. Osorkon II bouwde een de toegang van de tempel, hij hergebruikte de blokken van een oudere tempel van Amenhotep III en van blokken uit de 4e dynastie. Osorkon III bouwde de ruimte voor het festival en een hypostyl. Koning Nectanebo II bouwde er een heiligdom.
Herodotus bezocht de tempel in de 5e eeuw voor Christus.

## Religie en tempels

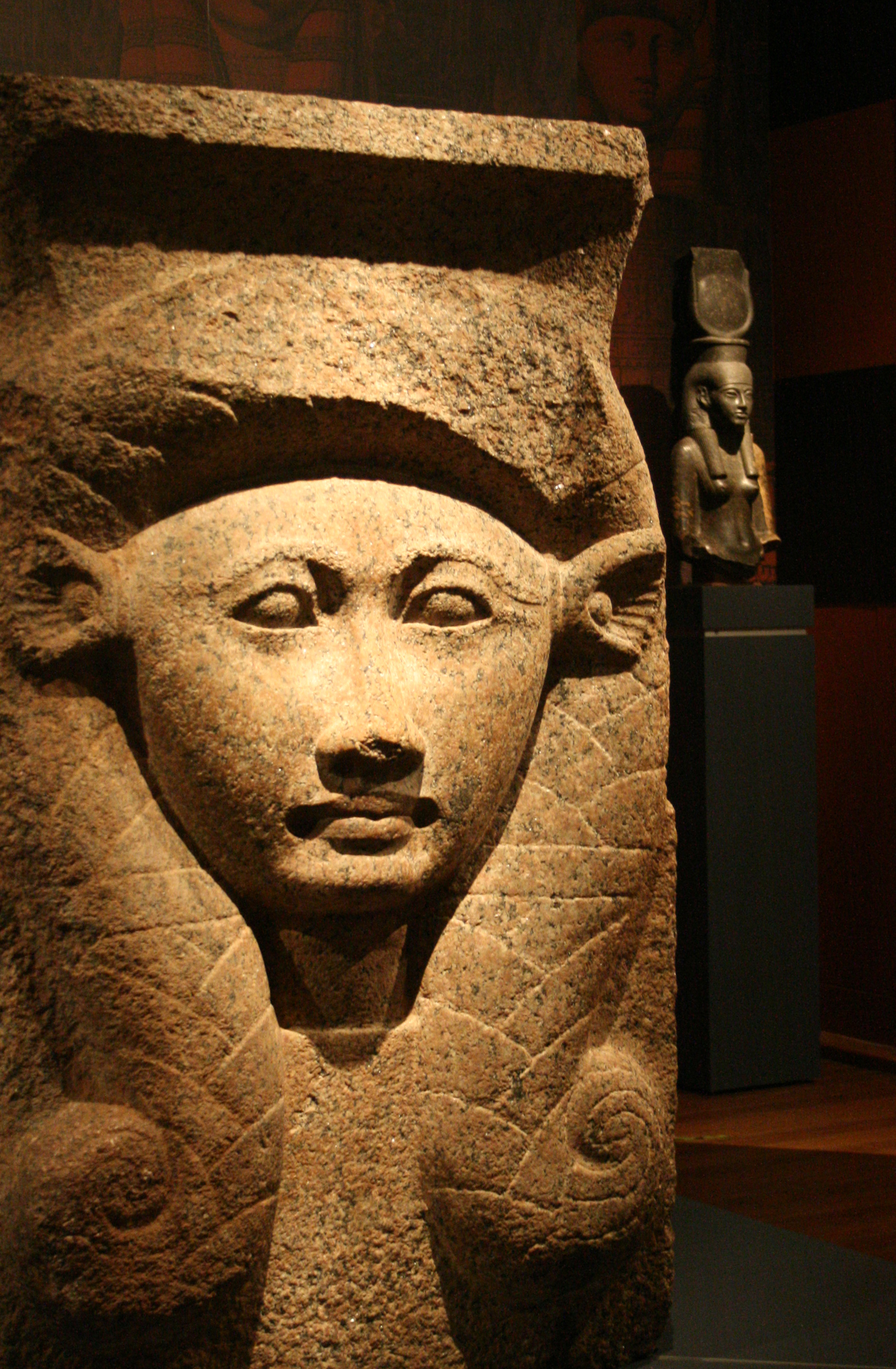
Hathor-zuil gevonden te Bubastis

In de stad werd de godin Bastet vereerd, zij had haar eigen tempel. Er was ook een lokale triade: Bastet als moeder en haar twee zonen: Mihos en Horhekenoe. De restanten van deze tempel werden in 1887-1889 opgegraven door de archeoloog Édouard Naville. De plaats wordt ook door Herodotus beschreven (Boek II. 59-60). Hij schreef dat duizenden pelgrims de godin bezochten om het festival te vieren, waarvan werd gezegd dat dit het grootste was in heel Egypte. In de omgeving werden duizenden gemummificeerde katten, een dierlijke verschijning van Bastet, gevonden.
Naast de tempel van Bastet waren er ook nog andere kleinere tempels:
- een heiligdom voor de god Mihos door Osorkon III,
- een tempel voor Atoem gebouwd door Osorkon I en II.
- er zijn ook nog sporen over van een jubileum-tempel van Amenemhat III en Amenhotep III,
- en een tempel gewijd aan Agathos Daimon de beschermende geest.